# Democràcia atenesa

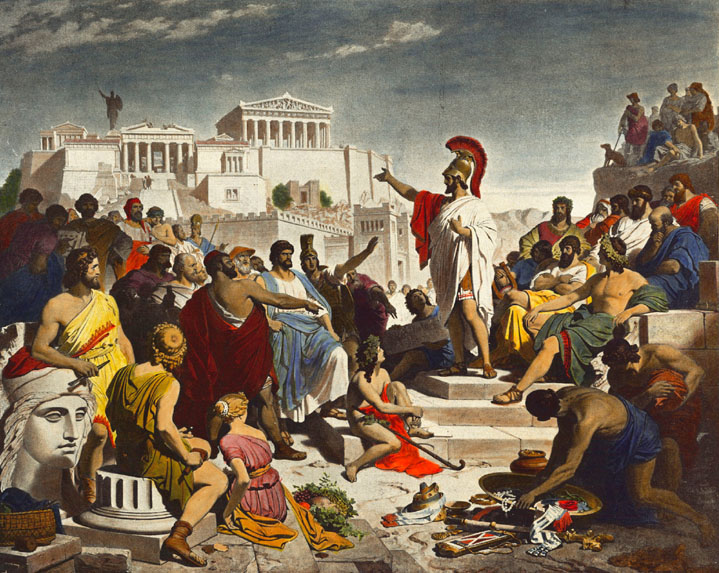
Pintura del s. XIX de Philipp Foltz on es veu el polític atenès Pèricles fent el seu famós discurs fúnebre davant de l'Assemblea.

La democràcia atenesa es va desenvolupar al voltant del segle vi aC a la ciutat-estat grega (coneguda com a polis) d’Atenes, que comprenia la ciutat d'Atenes i el territori circumdant d’Àtica. Tot i que Atenes és la ciutat-estat democràtica de l'antiga Grècia més famosa, no va ser l'única, ni tampoc la primera; moltes altres ciutats-estat van adoptar constitucions democràtiques similars abans d'Atenes. Ober (2015) argumenta que a finals del segle IV aC fins a la meitat de les més de mil ciutats-estat gregues existents podrien haver estat democràcies.
Atenes practicava un sistema polític de lleis i projectes de llei executius. La participació estava oberta a ciutadans adults, homes (és a dir, no residents estrangers, independentment de quantes generacions de la família haurien viscut a la ciutat, ni un esclau, ni una dona), que «probablement no eren més del 30 % de la població adulta total».
Soló (el 594 aC), Clístenes (el 508–07 aC) i Efialtes (el 462 aC) van contribuir al desenvolupament de la democràcia atenesa. Clístenes va trencar el poder il·limitat de la noblesa organitzant els ciutadans en deu grups en funció del lloc on vivien, més que de la seva riquesa.

## Etimologia
Es desconeix si la paraula «democràcia» existia quan es van instituir per primera vegada sistemes que es van anomenar democràtics. Generalment, s'accepta que la primera articulació conceptual del terme és c. 470 aC amb Els suplicants d'Èsquil (l. 604) amb la línia cantada pel Cor: dēmou kratousa cheir (δήμου κρατούσα χειρ). Això es tradueix aproximadament com la «mà del poder del poble», i en el context de l'obra actua com a contrapunt a la inclinació dels vots emesos pel poble, és a dir, que l'autoritat tal com és implementada pel poble a l'Assemblea té el poder. Aleshores, la paraula queda completament testimoniada a les obres d’Heròdot (Històries 6.43.3) tant en un sentit verbal passiu com nominal amb els termes dēmokratéomai (δημοκρατέομαι) i dēmokratía (δημοκρατία). Heròdot va escriure algunes de les primeres proses greges supervivents, però això potser no hauria estat abans del 440 o el 430 aC. Cap al 460 aC es coneix un individu amb el nom de Demòcrates, nom possiblement encunyat com a gest de lleialtat democràtica; el nom també es pot trobar a Temnos eòlic.

## Història

### Desenvolupament
Atenes no va ser l'única polis de l'antiga Grècia que va instituir un règim democràtic. Aristòtil assenyala altres ciutats que van adoptar governs a l'estil democràtic. Tanmateix, els relats de l'auge de les institucions democràtiques fan referència a Atenes, ja que només aquesta ciutat-estat tenia prou registres històrics per especular sobre l'auge i la naturalesa de la democràcia grega.
Abans del primer intent de govern democràtic, Atenes estava governada per una sèrie d’arconts o magistrats en cap, i l'Areòpag, format per exarconts. Els membres d'aquestes institucions eren generalment aristòcrates. L'any 621 aC, Dracó va substituir el sistema de llei oral vigent per un codi escrit que només l'aplicava un tribunal de justícia. Tot i que les lleis, més tard conegudes com la Constitució Draconiana, eren en gran part dures i restrictives, i gairebé totes van ser derogades posteriorment, el codi legal escrit va ser un dels primers d'aquest tipus i considerat com un dels primers desenvolupaments de la democràcia atenesa.
L'any 594 aC, Soló va ser nomenat primer arcont i va començar a emetre reformes econòmiques i constitucionals en un intent d'alleujar part del conflicte que començava a sorgir per les desigualtats que impregnaven tota la societat atenesa. Les seves reformes finalment van redefinir la ciutadania d'una manera que donava a cada resident lliure de l'Àtica una funció política: els ciutadans atenesos tenien dret a participar en les reunions de l'assemblea. Soló va intentar trencar amb la forta influència que les famílies nobles tenien sobre el govern ampliant l'estructura del govern per incloure una gamma més àmplia de classes de propietat en lloc de només l'aristocràcia. Les seves reformes constitucionals van incloure l'establiment de quatre classes de propietat: els pentacosiomedimnes, els hipeus, els zeugites i els tetes.

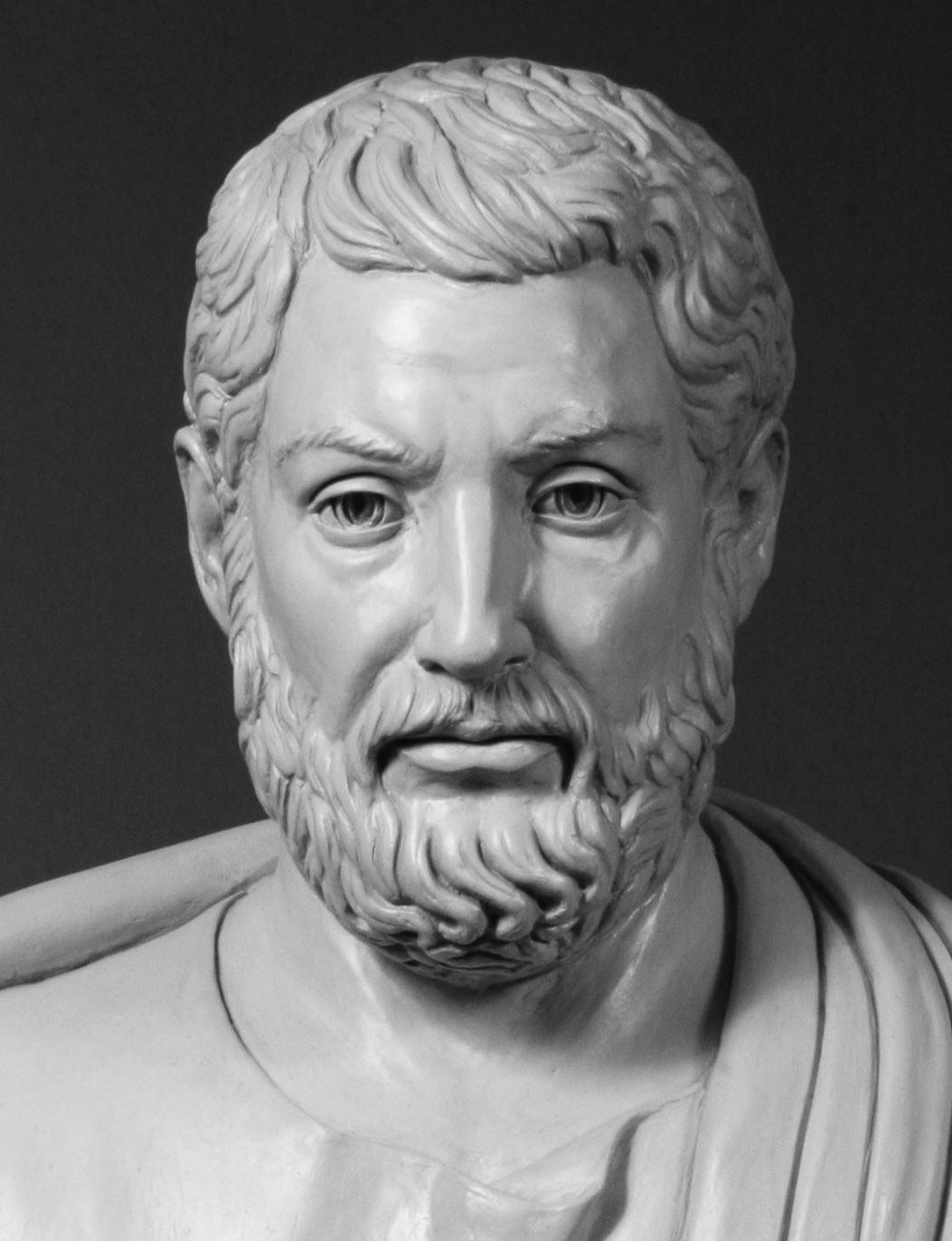
Clístenes

Les classificacions es basaven en quants medimnes feien la finca d'un home a l'any amb el pentacosiomedimne fent almenys 500 medimnes, els hipeus fent 300-500 medimnes, els zeugites fent 200-300 medimnes i els tetes fent menys de 200 medimnes. En concedir el paper antigament aristocràtic a cada ciutadà lliure d'Atenes que posseïa propietats, Soló va remodelar el marc social de la ciutat-estat. Sota aquestes reformes, el Bulé (un consell de 400 membres, amb 100 ciutadans de cadascuna de les quatre tribus d'Atenes) dirigia els assumptes diaris i fixava l'agenda política. L'Areòpag, que antigament assumia aquest paper, va romandre, però després va exercir el paper de «tutela de les lleis». Una altra gran contribució a la democràcia va ser la creació per part de Soló d'una Eclèsia o Assemblea, que estava oberta a tots els ciutadans homes. Soló, també va fer reformes econòmiques significatives, incloent-hi la cancel·lació de deutes existents, l'alliberament de deutors i ja no permetre préstecs per la seguretat de la mateixa persona com a mitjà per reestructurar l'esclavitud i el deute a la societat atenesa.
L'any 561 aC, la naixent democràcia va ser enderrocada pel tirà Pisístrat, però es va restablir després de l'expulsió del seu fill, Hípias, l'any 510. Clístenes va emetre reformes el 508 i el 507 aC que van soscavar el domini de les famílies aristocràtiques i van connectar tots els atenesos amb els regla de la ciutat. Clístenes va identificar formalment els habitants lliures de l'Àtica com a ciutadans d'Atenes, la qual cosa els va donar poder i un paper en un sentit de solidaritat cívica. Ho va fer fent que les tribus tradicionals siguin políticament irrellevants i instituint deu noves tribus, cadascuna formada per uns tres tríties (divisions geogràfiques), cadascuna formada per diversos demos (subdivisions addicionals). Tot ciutadà masculí de més de divuit anys havia d'estar registrat al seu demos.
El tercer conjunt de reformes va ser instigat per Efialtes el 462/1. Mentre els oponents d'Efialtes estaven fora intentant ajudar els espartans, va persuadir l'Assemblea de reduir els poders de l'Areòpag a un tribunal penal per a casos d'homicidi i sacrilegi. Al mateix temps o poc després, la pertinença de l'Areòpag es va estendre al nivell inferior de la ciutadania propietària.
Arran de la desastrosa derrota d'Atenes a la campanya de Sicília l'any 413 aC, un grup de ciutadans va prendre mesures per limitar la democràcia radical que creien que portava la ciutat a la ruïna. Els seus esforços, realitzats inicialment per canals constitucionals, van culminar amb l'establiment d'una oligarquia, el Consell del 400, en el cop d'estat atenès del 411 aC. L'oligarquia va aguantar només quatre mesos abans de ser substituïda per un govern més democràtic. Els règims democràtics van governar fins que Atenes es va rendir a Esparta l'any 404 aC, quan el govern va quedar en mans dels anomenats Trenta Tirans, que eren oligarques proespartans. Després d'un any, els elements prodemocràcia van recuperar el control i les formes democràtiques van persistir fins que l'exèrcit macedoni de Felip II va conquerir Atenes el 338 aC.